# Panopsis sessilifolia
Panopsis sessilifolia là một loài thực vật có hoa trong họ Quắn hoa. Loài này được (Rich.) Sandwith miêu tả khoa học đầu tiên năm 1932.